# Chiesa di San Zenone (Mosio)
La chiesa di San Zenone era un edificio religioso situato tra Mosio e Redondesco, attualmente in provincia di Mantova.

## Storia

### Il giuramento della seconda Lega Lombarda
Nel 1226 i comuni lombardi di Milano, Bologna, Piacenza, Verona, Brescia, Faenza, Mantova, Vercelli, Lodi, Bergamo, Torino, Alessandria, Vicenza, Padova e Treviso decisero di mandare i loro rappresentanti nella chiesa di San Zenone, situata, secondo una tradizione antica, a Mosio, castello  nel distretto bresciano. 
Secondo i vecchi storici, Mosio sarebbe stato caratterizzato da un dosso, un solitario rialzo del suolo circondato da estesi campi, derivato forse da antichi edifici, come una villa romana, o un sepolcreto, od opere militari lungo i secoli andate distrutte. Tale dosso si chiamava anche dell'Albio, e l'aratro incespicava più volte contro gli avanzi di mosaici antichi e i rottami di fregi e modanature. Nel Museo diocesano Francesco Gonzaga di Mantova si conserva una lastra con bassorilievi dell'VIII secolo, raffigurante, fra l'altro, pavoni che si dissetano, essendo così confrontabile con una lastra analoga con pavone sita presso il museo di Santa Giulia di Brescia. Il reperto collocato a Mantova proviene da Mosio, e, secondo la didascalia posta al museo, forse dall'antica chiesa, ora scomparsa, dedicata a San Zenone. Sopra quella collinetta vi sarebbe dunque stata la chiesa di San Zenone, dentro la quale si sarebbero radunati gli ambasciatori dei comuni lombardi. 
Bisogna precisare che è tutt'altro che sicura l'identificazione del luogo del giuramento della seconda Lega Lombarda con Mosio: gli unici due storici che riferiscono la notizia degli inviati dei comuni lombardi che strinsero la Lega, parlano semplicemente di una “basilica di S. Zenone al Mozo in Lombardia”, che secondo molti sarebbe un luogo del veronese tra Villafranca e Mozzecane: in effetti, la frase “in Lombardia” del documento è troppo vaga per poter decidere di quale “Mozo” si parli, essendo quella regione all'epoca molto più vasta che l'attuale, e comprendendo certo anche il territorio di Verona; a rigore di termini, secondo Odorici, le testimonianze dei due storici ricordati favorirebbero l'ipotesi veronese. Lo storiografo Sigonio non aiuta, perché riportando un brano dell'antico atto lombardo, ne omette il principio, che sarebbe stato molto importante per stabilire il luogo preciso della formazione della seconda Lega. Il Visi propende per Mosio al confine tra distretto bresciano e mantovano. Il Ragazzi fa riferimento ad una zona posta tra Mosio e Redondesco.
Mosio era un castello del distretto bresciano, feudo dei conti Longhi omonimi, in prossimità del confine con Mantova e Cremona, forse all'epoca in parte già perso da questi in favore di Brescia, se poté esservi formata l'alleanza comunale. È certo infatti che poco dopo il 1226 esso era per due terzi posseduto da Brescia, per cessione a questa fatta dai conti palatini di Lomello, parenti degli Ugoni-Longhi, mentre solo un terzo restava a questi ultimi, i quali peraltro sarebbero stati costretti a sloggiarne ben presto. Se è vero che Mosio già da qualche tempo era posseduto, almeno in una sua parte – le altre spettavano ancora ai vari rami dei conti rurali -, dal comune di Brescia, questo, assunto il ruolo di guida, poté benissimo scegliere questo luogo per l'adunanza, forse anche in quanto situato nella parte meridionale del suo distretto, e quindi spostato verso molti comuni che lo avrebbero raggiunto più comodamente. 
Che la città cidnea avesse per il momento la preminenza nelle operazioni di allestimento di una nuova Lega lombarda è suggerito anche dal fatto che il patto di Mosio venne poi riconfermato proprio nel palazzo di Brescia il 7 aprile dello stesso anno; un altro importante atto di quella Lega, quello della conferma definitiva, fu stipulato in quell'anno stesso nel palazzo del comune di Mantova, presieduto dal podestà Lodrengo Martinengo.
Ad aumentare l'incertezza sull'identificazione del luogo scelto per il giuramento – Mosio di Brescia o San Zenone di Mozzecane, nel Veronese – contribuisce in effetti il ruolo di primo piano che nelle prime mosse della Seconda Lega sembrano aver avuto proprio le città di Brescia, Mantova e Verona, teatri dei giuramenti che si susseguirono dopo quello del 6 marzo nel corso del 1226.
Ancora oggi una lapide posta sopra l'ingresso dell'attuale chiesa di Mosio ricorda questo avvenimento. La lapide commemorativa, posta sulla facciata della chiesa di San Filastrio nel settecentesimo anniversario dell'evento, in epoca fascista, recita così: 
Sulla collocazione dell'evento nel feudo di Mosio non hanno dubbi Odorici, Bonaglia e Coniglio. Vaini tuttavia la corregge ponendola, più verosimilmente, a S. Zenone di Mozzecane, come si è detto, un luogo anticamente chiamato S. Zenone ad Modium, di nuovo in prossimità dei limiti del Mantovano, ma stavolta quelli orientali, già in territorio veronese.
La chiesa è stata abbattuta in epoca imprecisata, ma rimangono tracce della fondazione nei pressi di una strada denominata San Zenone.